# Хрінников Володимир Миколайович
Володимир Миколайович Хрінников (1876, Катеринослав, Катеринославська губернія — 1935, Кисловодськ, СРСР) — член ради і короткий час очільник Катеринославського товариства «Просвіта». Місцевий меценат українства.

## Життєпис

Володимир Хрінников з дружиною Марією

Володимир Хрінников народився в Катеринославі у родині почесного потомственого громадянина, купця й землевласника М. М. Хрінникова. 
Як пише автор першого біографічного нарису про Хрінникова Микола Чабан, Володимир Миколайович закінчив Петербурзький технологічний інститут . 
Певний час Хрінников подорожував Європою і Америкою, потім повернувся до Катеринослава.
У 1906 р. Володимир Миколайович стає членом ради місцевого товариства «Просвіта», веде у ньому активну діяльність. Місцевий меценат українства. Був, як казали про нього, «завзятим українцем».Виступив видавцем першої української газети в Січеславі "Запорожжє" (лютий 1906, редактор Дмитро Яворницький), закритою російською цензурою після виходу першого ж номера.
На початку 1920-х років Володимир Миколайович полишив місто, поїхав до Криму, потім до Баку, де працював інженером у науково-дослідницькому інституті «Гроз нафта». 
Помер у Кисловодську.

## Прибутковий будинок Хрінникова

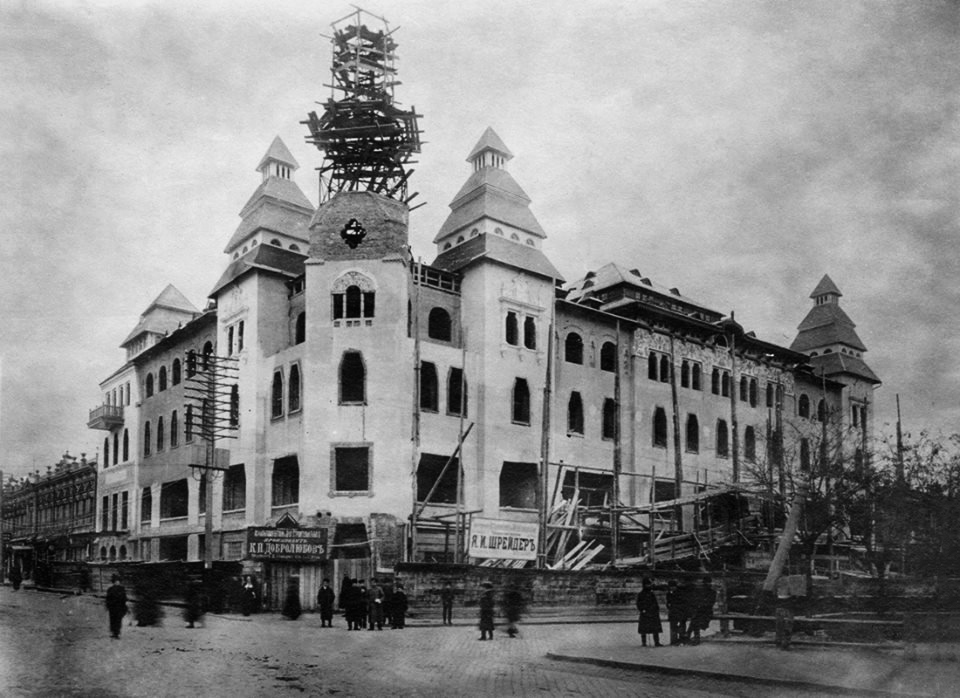
Завершення будівництва, 1913 рік

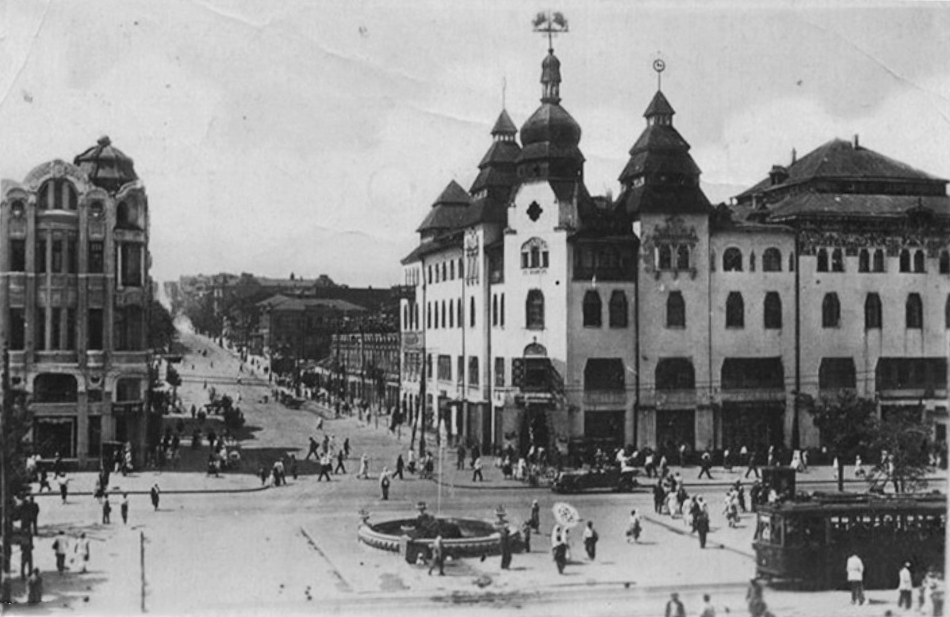
Початковий вигляд будинку.

Хрінникову належали до десяти будинків у центрі Катеринослава — на проспекті, Стародворянській і Клубній вулицях (нині вул. Князя Володимира Великого та Воскресенська). У 1910 р. він задумав побудувати новий прибутковий дім, який повинен був стати особливим, так би мовити, «українським будинком». Планування і конструкції будинку розробив В. М. Хрінников, а оздоблення фасаду — художник Петро Фетисов.
30 жовтня 1910 р. будинок було закладено, а на кінець 1913 р. завершено його будівництво.
Побудований в українському стилі, він став найкрасивішим, оригінальним і найпривабливішим будинком у місті. Його називали «чудо-домом». В історію він увійшов як «Український Дім», або «Дім Хрінникова». Чотирьохповерховий, розташований на розі проспекту і вулиці Первозванівської, він значно прикрасив центральну частину міста. Будинок був гордістю катеринославців. Подивитися на перлину української архітектури приводили кожного, хто їздив до міста. Тут були магазини, житлові помешкання, театр-біоскоп «Палас».
Будинок Хрінникова, в якому сьогодні розташовано готель «Україна», є «візитівкою» Дніпра.

## Особисте життя

Діти Володимира Хрінникова від першого шлюбу

### Родина
Був одружений з Марією Мазуренко. Вони мали двох синів — Богдана і Тараса і двох доньок — Галину і Марію.
Марія Мазуренко активно займалася українською громадською діяльністю в катеринославській «Просвіті». Була тіткою української поетеси Галі Мазуренко, яка певний час жила і виховувалася в родині Хрінникових.
У 1915 р. родина почала розпадатися. Остаточно Володимир Хрінников залишив родину 1917 року, одружившись з іншою жінкою. В новій родині у нього було два сини: Володимир і Богдан.